# Aya Ishiguro
Aya Ishiguro (石黒 彩 Ishiguro Aya?,  12 de mayo, 1978) es una cantante, escritora, actriz y diseñadora de moda en Japón, es famosa por su participación en el grupo Morning Musume.
Aya Ishiguro fue la segunda finalista en un concurso para encontrar una nueva ídol del rock femenino en 1997. Al término del concurso, con Michiyo Heike como ganadora, el productor musical, exmúsico de rock y el juez del concurso, Tsunku, decidió centrar su atención en las cinco finalistas, que incluía Ishiguro, Natsumi Abe, Kaori Iida, Asuka Fukuda, y Yuko Nakazawa.
Tsunku se comprometió a tomar el quinteto si se vendían 50.000 copias de su CD "Ai no Tane" (también conocido como Morning Musume's 0th single) dentro de cinco días. Esto se realizó en cuatro días, y Tsunku mantuvo su parte del trato.
Después de siete singles y tres álbumes con Morning Musume (y de cuatro sencillos y un álbum con Tanpopo), Ishiguro dejó a ambos grupos y Hello! Project en enero de 2000, poco después del lanzamiento del sencillo "Love Machine" en septiembre de 1999.
En mayo de 2000, Ishiguro se casó con Shinya Yamada, miembro del grupo Luna Sea, y cambió su nombre a Aya Yamada (山田 亜 弥?). Ella dio a luz a su primera hija, Rimu (玲梦?) en noviembre de ese año.
Ishiguro también se interesaba en las carreras que van desde el diseño de moda, a la escritura (ha escrito un libro sobre su transición de ser un ídolo a una madre), y presentadora de televisión (donde entrevistó a las esposas de celebridades). También se vuelve a unir a Tanpopo para cantar la canción Tanpopo.
El trabajo más reciente de Ishiguro es el libro "Kosodate Project", lanzado en noviembre de 2004.